# Bourrouillan
Bourrouillan település Franciaországban, Gers megyében. Lakosainak száma 167 fő (2022. január 1.). Bourrouillan Ayzieu, Lias-d’Armagnac, Manciet, Panjas, Sainte-Christie-d’Armagnac és Salles-d’Armagnac községekkel határos.

## Népesség
A település népességének változása:
| Lakosok száma | 175  | 174  | 167  | 155  | 149  | 151  | 157  | 162  | 166  | 167  |
|               | 1968 | 1982 | 1990 | 2006 | 2013 | 2015 | 2017 | 2019 | 2020 | 2022 |